# Oeuvre van Simon Vestdijk
Dit artikel geeft een overzicht van het oeuvre van Simon Vestdijk (1898-1971).

## Romans
Vestdijk maakte de volgende onderverdeling:
1. fictie met autobiografische elementen rond de figuur Anton Wachter, zoals Terug tot Ina Damman
2. fictie met half-autobiografische elementen, bijvoorbeeld De koperen tuin
3. eigentijds psychologisch werk, zoals Else Böhler, Duits dienstmeisje
4. historisch werk als De vuuraanbidders
5. fantastisch werk als De kellner en de levenden en Bericht uit het hiernamaals (1964).

In de onderstaande lijst geven de jaartallen het schrijven en de eerste publicatie aan. AW = Anton Wachter-roman; SVS = Symfonie van Victor Slingeland.
- 1933 - 1972 - Kind tussen vier vrouwen (autobiografische roman)
- 1934 - 1936 - Meneer Visser's hellevaart (eigentijdse psychologische roman)
- 1934 - 1934 - Terug tot Ina Damman (AW 3)
- 1934/1935 - 1935 - Else Böhler, Duits dienstmeisje (eigentijds psychologische roman, Nazi-Duitsland en Nederland)
- 1934 - 1936 - Heden ik, morgen gij (briefroman met Hendrik Marsman: fictieve correspondentie tussen Evert van Millingen en Rudolf Snellen [1])
- 1936 - 1937 - Het vijfde zegel - Roman uit het Spanje der Inquisitie (historische roman over El Greco)
- 1937 - 1938 - De nadagen van Pilatus (historische roman, Romeinse oudheid)
- 1937 - 1939 - Sint Sebastiaan (AW 1)
- 1933/1937 - 1948 - Surrogaten voor Murk Tuinstra (AW 2)
- 1939 - 1941 - Aktaion onder de sterren (historische roman, Griekse oudheid)
- 1939 - 1940 - Rumeiland (historische roman, Jamaica)
- 1940 - 1940 - De zwarte ruiter
- 1933/1941 - 1949 - De andere school (AW 4)
- 1942 - 1989 - De aeolusharp (romanfragment)
- 1942 - 1946 - Ierse nachten (historische roman, Ierland)
- 1944 - 1951 - Ivoren wachters (eigentijdse psychologische roman)
- 1944 - 1947 - De vuuraanbidders (historische roman, Tachtigjarige oorlog)[2]
- 1945 - 1948 - Pastorale 1943 (eigentijdse psychologische roman, Tweede Wereldoorlog in Nederland)
- 1945 - 1947 - Puriteinen en piraten (historische roman)
- 1946 - 1948 - De redding van Fré Bolderhey (half-autobiografische roman)
- 1947 - 1949 - Bevrijdingsfeest (Tweede Wereldoorlog in Nederland)
- 1940/1948 - 1949 - De kellner en de levenden (eschatologische roman over de Dag des Oordeels)
- 1949 - 1949 - Avontuur met Titia (briefroman met Henriëtte van Eyk)
- 1949 - 1950 - De koperen tuin (half-autobiografisch)
- 1950 - 1951 - De vijf roeiers (historische roman, Ierland)
- 1950/1951 - 1951 - De dokter en het lichte meisje (eigentijdse psychologische roman)
- 1951 - 1952 - De verminkte Apollo (historische roman, Griekse oudheid)
- 1952 - 1952 - Op afbetaling (eigentijdse psychologische roman)
- 1952 - 1953 - De schandalen (eigentijdse psychologische roman)
- 1956 - 1956 - Het glinsterend pantser (half-autobiografisch) (SVS 1)
- 1956 - 1957 - De beker van de min (AW 5)
- 1957 - 1957 - Open boek (SVS 2)
- 1957 - 1958 - De vrije vogel en zijn kooien (AW 6)
- 1957 - 1958 - De arme Heinrich (SVS 3)
- 1958 - 1959 - De rimpels van Esther Ornstein (AW 7)
- 1958 - 1959 - De ziener
- 1958 - 1960 - De laatste kans (AW 8)
- 1959 - 1961 - De filosoof en de sluipmoordenaar (historische roman over Voltaire)
- 1959 - 1960 - Een moderne Antonius (eigentijdse psychologische roman)
- 1960 - 1962 - De held van Temesa (historische roman, Griekse oudheid)
- 1960 - 1961 - Een alpenroman (roman over lesbische relatie)
- 1962/1963 - 1963 - Bericht uit het hiernamaals[3] (sciencefiction)
- 1963 - 1964 - Het genadeschot (psychologische oorlogsroman)
- 1963 - 1965 - Juffrouw Lot (eigentijdse psychologische roman)
- 1964 - 1965 - Zo de ouden zongen... (half-autobiografisch)
- 1964 - 1966 - De onmogelijke moord (een roman over een fictieve schrijver die er niet in slaagt een roman te voltooien)
- 1965 - 1966 - Het spook en de schaduw
- 1965 - 1967 - Een huisbewaarder (eigentijdse psychologische roman)
- 1966 - 1967 - De leeuw en zijn huid (historische roman, Venetië)
- 1966 - 1968 - De filmheld en het gidsmeisje (eigentijdse psychologische roman)
- 1967 - 1968 - De hôtelier doet niet meer mee (historische roman)
- 1967 - 1968 - Het schandaal der blauwbaarden (eigentijdse psychologische roman)
- 1968 - 1969 - Vijf vadem diep
- 1968 - 1969 - Het verboden bacchanaal †
- 1969 - 1970 - Het proces van Meester Eckhart (historische roman)
- 1969 - 1973 - De persconferentie (romanfragment, eigentijds)

† Deze roman is in 1981 verfilmd door Wim Verstappen, zie Het verboden bacchanaal.

## Verhalen
- 1917 - 1983 - Gestileerde waarnemingen
- 1917/1925 - 1982 - Zes verhalen
- 1922/1981 - Het dagboek van het witte bloedlichaampje
- 1922/1926 - 1981 - Negen jeugdverhalen
- 1933/1934 - 1984 - Het litteken
- 1933/1937 - 1982 - Blauwbaard en Reus
- 1935 - De dood betrapt, bundel van zes novellen: Het veer, Drie van Tilly, Parc-aux-Cerfs, Barioni en Peter, Het stenen gezicht en Ars moriendi
- 1935 - De bruine vriend, novelle
- 1938 - Narcissus op vrijersvoeten
- 1939 - De verdwenen horlogemaker
- 1946 - Stomme getuigen
- 1958 - Fantasia en andere verhalen
- 1974 - Verzamelde verhalen

## Poëzie
- 1932 - Verzen
- 1933 - Berijmd palet
- 1934 - Vrouwendienst
- 1936 - Kind van stad en land
- 1938 - Fabels met kleurkrijt
- 1940 - Klimmende legenden
- 1940 - Water in zicht
- 1941 - De vliegende Hollander
- 1941 - Simplicia
- 1942 - Het geroofde lam, met tekening van: J.M. Prange, Orpheus-serie nr. 15
- 1942 - Ascensus ad inferos (met F.R.A. Henkels)
- 1943 - De terugkomst
- 1944 - De houtdiefstal (met F.R.A. Henkels)
- 1944 - De doode zwanen
- 1944 - Allegretto innocente
- 1944 - De uiterste seconde
- 1946 - Mnemosyne in de bergen
- 1948 - Thanatos aan banden
- 1949 - Gestelsche liederen[4]
- 1950 - Swordplay – Wordplay (met Adriaan Roland Holst)
- 1955 - Een op de zeven
- 1956 - Rembrandt en de engelen
- 1972 - Verzamelde gedichten (bezorgd door Martin Hartkamp)
- 1981 - Arcadisch Pansbeeldje en andere gedichten (bezorgd door Tom van Deel)
- 1986 - Nagelaten gedichten (bezorgd door Tom van Deel e.a.)
- 1997 - Rondgang door het jaar
- 1999 - Didactische kwatrijnen

## Essays
- 1937 - Kunstenaar en oorlogspsychologie
- 1938 - Rilke als barokkunstenaar
- 1939 - Lier en lancet
- 1939 - Strijd en vlucht op papier
- 1940 - Albert Verwey en de Idee
- 1942 - Muiterij tegen het etmaal (deel I, gecensureerd)
- 1945 - Het schuldprobleem bij Dostojewski
- 1945 - Brieven over literatuur (met H. Marsman)
- 1946 - 1983 - Dichtkunst als magie
- 1946 - De Poolsche ruiter[5]
- 1947 - Het eeuwige telaat[6]
- 1947 - Muiterij tegen het etmaal (deel II)
- 1947 - De toekomst der religie
- 1949 - Astrologie en wetenschap
- 1950 - De glanzende kiemcel[7]
- 1952 - Essays in duodecimo
- 1956 - Zuiverende kroniek
- 1956 - Keerpunten
- 1957 - Kunst en droom
- 1957 - Marionettenspel met de dood (met S. Dresden)
- 1960 - Voor en na de explosie
- 1961 - Gestalten tegenover mij
- 1964 - De zieke mens in de romanliteratuur
- 1965 - De leugen is onze moeder
- 1968 - Gallische facetten
- 2016 - Gepassioneerd wikken en wegen

## Aforismen
- 2018 Zweepslagen en klaroenstoten

## Muziekessays
- 1951 - Het 'programma' in de muziek (met Herman Passchier)
- 1956 - Het eerste en het laatste
- 1957 - Keurtroepen van Euterpe[8]
- 1958 - Het kastje van oma
- 1960 - De dubbele weegschaal
- 1960 - Gustav Mahler
- 1960 - Muziek in blik
- 1962 - De symfonieën van Jean Sibelius
- 1963 - Hoe schrijft men over muziek?
- 1966 - De symfonieën van Anton Bruckner

## Wetenschappelijk werk
- 1947 - De toekomst der religie
- 1949 - Astrologie en wetenschap
- 1949 - 1968 - Het wezen van de angst. Een psychologische studie.

## Drama
- 1957 - Merlijn. Een drama in verzen (een eerdere versie in 1939 reeds voltooid als libretto voor Willem Pijpers onvoltooide opera)[9]

## Brieven
- 1946 - S. Vestdijk & Jeanne van Schaik-Willing - De Overnachting (Brieven 1926-1939)
- 1985 - S. Vestdijk & Theun de Vries - Briefwisseling bezorgd door S.A.J. van Faassen
- 2007 - S. Vestdijk & Henriëtte van Eyk - Wij zijn van elkaar (Brieven 1946-1947)
- 2016 - Jozef Eijckmans & Simon Vestdijk - Molto moderato  (Brieven over muziek)
- 2018 - S. Vestdijk & Willem Brakman Gaven, giften en vergiften

## Losse journalistieke bijdrage
- Simon Vestdijk - Wat is nu eigenlijk één roman?, in de rubriek In gesprek met mijzelf in: Elseviers Weekblad 2.9.1967, p 75-76

## Vertalingen

### Uit het Engels
- Conan Doyle, Arthur - Avonturen van Sherlock Holmes. Amsterdam, Contact, 1948
- Conan Doyle, Arthur - Nieuwe avonturen van Sherlock Holmes. Amsterdam, Contact, 1948
- Conan Doyle, Arthur - De hond van de Baskervilles. Amsterdam, Contact, 1948
- Conrad, Joseph, John Masefield, Jack London, Edgar Allen Poe, W. Somerset Maugham, captain Marryat, Herman Melville en anderen- Verhalen van de zee, postuum 1976
- Dickinson, Emily - Gedichten. Den Haag, De Vrije Bladen, 1939
- Lowe, Eric - Terugkeer van een held. De geschiedenis van Robin Stuart (trilogie Salute for freedom), Stok, Zuid-Hollandsche Uitgevers Maatschappij, 's-Gravenhage, 1940
- Lowe, Eric - Ochtend zonder wolken. De geschiedenis van Robin Stuart (trilogie Salute for freedom), Stok, Zuid-Hollandsche Uitgevers Maatschappij, 's-Gravenhage, 1940
- Lowe, Eric - Voorwaarts door de tijden. De geschiedenis van Robin Stuart (trilogie Salute for freedom), Stok, Zuid-Hollandsche Uitgevers Maatschappij, 's-Gravenhage, 1940
- Poe, Edgar Allan - Fantastische vertellingen (later ook verschenen onder de titels: Gruwelijke verhalen en 26 Griezelverhalen), Amsterdam, Contact, 1941
- Stevenson, Robert Louis - De zonderlinge geschiedenis van dr. Jekyll en mr. Hyde. Amsterdam, Contact, 1945.

### Uit het Duits
- Brehm, Bruno - Voor hun vaderland (Apis und Este), roman, Uitgeverij L.J.C. Boucher, 1935, 1943
- Kreisler, Karl - Catilina, De roman van een samenzweerder. Wereldbibliotheek, A'dam, 1940
- Tügel, Ludwig - Een zoon verliest en wint (Sankt Blehk), Uitgeverij Boot, Den Haag, 1942

### Uit het Frans
- Verlaine, Paul - Ballade van de twee olmen. De Blauwe Schuit, Heerenveen, 1948.

## Nagelaten werk[10]

### Gepubliceerd
- De Persconferentie (1975), romanfragment, met brief aan Geert Lubberhuizen over de roman, die over zijn depressies zou gaan
- De Aeolusharp (1989), romanfragment

### Ongepubliceerd
- Bruiloften der ziel, romanfragment, ongeveer 200 bladzijden
- Gigolo's, romanfragment, 56 pagina's
- Kluten, aantekeningen voor een roman